# Xylotymbu
Xylotymbu (en griego: Ξυλοτύμπου [localmente [ksilotimbu]] o Ξυλοτύμβου) es una pequeña ciudad en el Distrito de Lárnaca en el sureste de Chipre. Es uno de los tres enclaves rodeados por la zona oriental de soberanía de Akrotiri y Dekelia, un territorio británico de ultramar, administrado como una zona soberana. Los otros son el pueblo de Ormidia y la Estación eléctrica de Dekelia. Es administrado por el gobierno internacionalmente reconocido de Chipre, la República de Chipre.

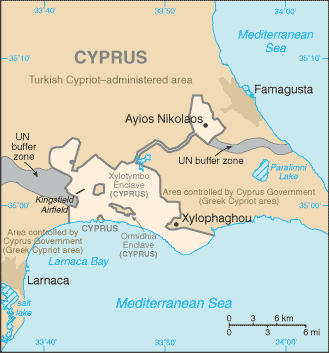
Mapa de la base británica de Akrotiri, con los enclaves chipriotas de Ormidia y Xylotymbu

## Historia
Xylotymbu hasta 1917 pertenecía administrativamente al Distrito de Famagusta y desde entonces pasó a pertenecer al de Lárnaca. Se encuentra en medio de Makrasyka, Achna, Ormidia, Dekelia, Pyla y Pérgamo. Se trata de una nueva aldea. Hasta 1821 no hubo residentes. La familia Hadjiyiorkis fueron unos de los primeros habitantes de la aldea. Cuando se casaron en 1840, la aldea tenía sólo siete casas.
En la antigüedad, el pueblo debió estar habitado. Las antiguas cuevas de la era precristiana, las iglesias y la más pequeña y antigua iglesia de Agios Andronikos de la época bizantina se construyeron en el mismo lugar en el que se construirá más tarde la nueva iglesia de Agios Andronikos y Athanasia.
En la antigüedad el pueblo, junto con Ormidia, Panayía de Traseias, Augorou, Xylofagu, Liopetri, Ayía Napa y Pyla eran los tronos de un reino que fue destruido por un terremoto y por saqueos de invasores bárbaros. La torre en Xylofagu era un observatorio para el avistamiento de invasores piratas.
En la Gran Enciclopedia de Chipre de Costas Christofides se dice que el traficante de antigüedades y cónsul estadounidense en Chipre, Luigi Palma di Cesnola (1865-1876), descubrió en 1882 una tumba de madera tallada con maravillosas representaciones de Afrodita y Artemisa. De allí el nombre Xylotymbou "Tumba de madera". Los ancianos de la aldea dijeron que el lugar donde estaba la tumba era el lugar donde entre 1890 y 1900 se construyó la iglesia de Agios Andronikos y Athanasia pues fue allí donde los obreros cogieron y utilizaron las piedras de la tumba.

## Economía
Los habitantes de Xylotymbu trabajan en la agricultura, el comercio y muchos en la Base británica de Dekelia y en la industria del turismo en Ayía Napa, Protaras y Lárnaca.
Xylotymbu es famosa por sus muchas y pequeñas iglesias y capillas, unas diez y en particular, por el majestuoso monasterio de San Rafael, Nicolás e Irene.

## Deportes
Fundado en 2006 con la cooperación de los dos clubes (Labour Association Xylotymbou y Kimon Xylotymbou) se creó un equipo unido, Football Club Xylotymbou 2006.